# Riposo durante la fuga in Egitto (Dossi)
Il Riposo durante la fuga in Egitto è un dipinto a olio su tavola (52x42,6 cm) di Dosso Dossi, databile al 1514-1516 circa e conservato nella Galleria degli Uffizi di Firenze.
L'opera, di provenienza sconosciuta, pervenne agli Uffizi nel XIX secolo.

## Descrizione e stile
In un ombroso paesaggio alle pendici di un boschetto, la Sacra Famiglia si riposa durante la fuga in Egitto. In lontananza una barchetta veleggia in mare aperto, visibile da un'apertura tra le fronde. I colori intensi e la stesura corposa, il tono sospeso e fiabesco, le fisionomie paffute dei personaggi sono tutti elementi tipici dello stile di Dosso.
L'opera, dalla datazione incerta, mostra influssi nordici nella prevalenza del paesaggio e nella semplificazione stereometrica delle fisionomie. Altri modelli sono stati ritrovati in Giorgione (il tono bucolico), Amico Aspertini e il giovane Tiziano. La maggior parte della critica propende per una datazione precoce, con incertezze. Concorde è invece l'attribuzione, nonostante presenti alcune anomalie rispetto alla produzione solita del pittore.